# Locktång

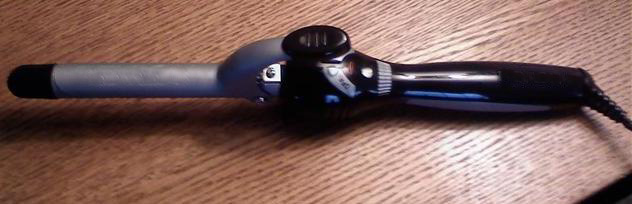
En elektrisk locktång.

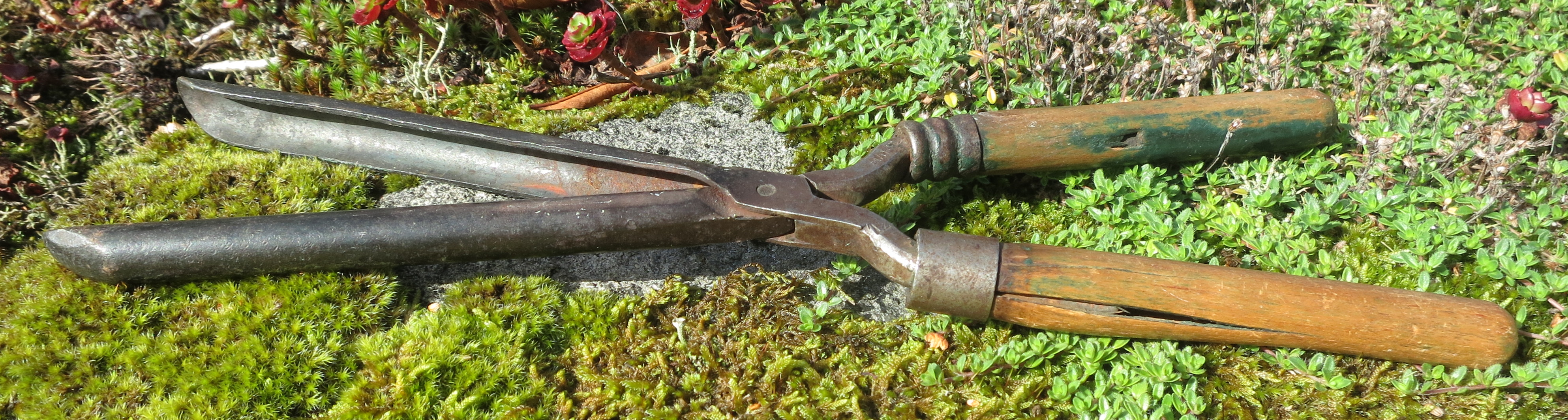
En manuell locktång från 1920-talet.

Locktången är en av flera hårvårdsapparater som används för att locka håret.
Det finns ett stort utbud av locktänger som erbjuder olika sorters lockar. Med hjälp av en locktång kan en rad frisyr-typer uppnås från platt hår.
Dagens locktänger drivs med elektricitet, de värms upp väldigt fort och har ett handtag som inte är värmeledande. Äldre locktänger nyttjade i stället manuellt upphettad metall.